# George Legge (1er baron Dartmouth)
Pour les articles homonymes, voir George Legge.
George Legge (v. 1647 - 1691) est un commandant de la marine anglaise qui sert sous Charles II et Jacques II. 

## Jeunesse
George Legge est le fils aîné du colonel royaliste William Legge (royaliste) et d'Elizabeth Washington (vers 1616-1688). Son grand-père maternel, Sir William Washington (1590-1648),  est le frère aîné de Lawrence Washington, arrière-arrière-grand-père de George Washington, tandis que sa grand-mère maternelle, Anne Villiers, est une demi-sœur du favori de Jacques Ier, George Villiers (1er duc de Buckingham) . Il fait ses études à la Westminster School et au King's College, Cambridge . 

## Carrière navale
La carrière navale de Legge commence lors de la Deuxième guerre anglo-néerlandaise de 1665-1667, où il sert sous son cousin l'amiral Sir Édouard Sprague. À la fin de la guerre, Legge est capitaine du HMS Pembroke, un cinquième de 28 canons . 
En mars 1672, il est commandant du HMS Fairfax, et prend part à l'attaque de la flotte hollandaise à Île de Wight, qui est la cause immédiate de la Troisième guerre anglo-néerlandaise. En juin, il prend part à la Bataille de Solebay. Les années suivantes, il commande le HMS Royal Katherine sous Rupert du Rhin à la bataille de Schooneveld .
En 1683, il devient amiral et il est envoyé à Tanger avec Samuel Pepys pour superviser l'évacuation et la destruction de la colonie anglaise. Sa dernière nomination navale est au commandement d'une flotte dans la Manche, qui tente en vain d'intercepter la force d'invasion menée par Guillaume III d'Orange qui débarque en 1688 au début de la Glorieuse Révolution. La même année, il est nommé premier amiral de la flotte . 

## Mort
À la suite de l'abdication de Jacques II, il est renvoyé par Guillaume III et emprisonné dans la Tour de Londres en juillet 1691. Il meurt dans la Tour quelques mois plus tard, le 25 octobre  sans avoir été jugé, et est enterré, comme son père l'avait été, dans l'église de la Holy Trinity, Minories, à Londres.  Il est remplacé comme baron Dartmouth par son fils unique, William Legge (1er comte de Dartmouth) (1672–1750) . 

## Nominations et distinctions

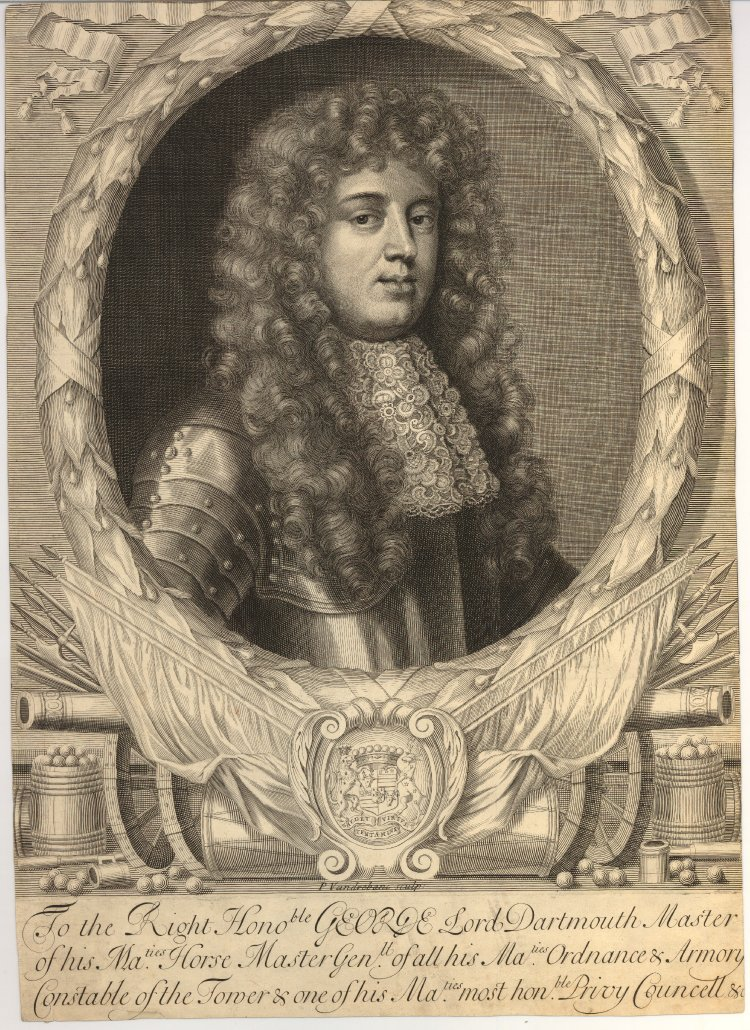
Portrait gravé de Lord Dartmouth par Peter Vandrebanc.

En tant que partisan de la Maison Stuart il a occupé de nombreuses nominations et distinctions royales : 
- Lieutenant-gouverneur de Portsmouth 1670 [3]
- Lieutenant-général de l'Ordnance (réversion obtenue en 1672, réussie en 1679) [3]
- Gouverneur de Portsmouth 1673 [3]
- Maître-général de l'Ordonnance 1682 [3]
- Maître du cheval du roi 1685 [3]
- Connétable de la Tour de Londres 1685 [3]

En 1682, il est élevé à la pairie par Charles II en tant que premier baron Dartmouth . 

## Mariage et descendance
Il épouse, en novembre 1667, Barbara Archbold (1649 / 50–1718), la fille de Sir Henry Archbold des Abbots Bromley, Staffordshire, par qui il a un fils célibataire, William Legge (1er comte de Dartmouth), né en 1672, et sept filles . 